# Saint-Germain-de-la-Grange
Saint-Germain-de-la-Grange là một xã của Pháp, nằm ở tỉnh Yvelines trong vùng Île-de-France.
Người dân ở đây trong tiếng Pháp gọi là Saint-Germanois và Saint-Germanoises.
Các xã giáp ranh gồm: Thiverval-Grignon về phía tây bắc, Plaisir về phía đông, Neauphle-le-Château về phía nam, Villiers-Saint-Frédéric về phía đông và Beynes về phía đông bắc.

## Hành chính
| Nhiệm kỳ                    | Tên            |
| tháng 3 2001                | Bertrand Hauet |
| Dữ liệu trước đây không rõ. |                |

## Thông tin nhân khẩu
| 255                                              | 289 | 821 | 1 187 | 1 462 | 1 622 |
| Số liệu lấy từ năm 1962: Dân số không tính trùng |     |     |       |       |       |
| * Điều tra hàng năm (cách tính dân số mới)       |     |     |       |       |       |